# شعر مستعار
اللِّمّة أو الجُمّة أو الشعر المستعار أو الباروكة (من الفرنسية: Perruque) هو غطاء للرأس يصنع من الشعر البشري، الوبر أو الألياف الاصطناعية.

## أنواع الباروكات شعرة الإنسان
هناك نوعان من أنواع أساسية من الشعر المستعار الشعر: إن آلة خياطة التقليدية شعر مستعار لحمة وجهة مرتبطة شعر مستعار الدانتيل. وآلة خياطة الشعر المستعار لا تزال ترتديه على نطاق واسع الباروكات اليوم. هو مخيط الشعر على مادة لحمة تمتد، وتأتي مع الأشرطة العودة للتكيف مع مختلف الأحجام الرأس. هذه الباروكات وعادة ما تكون مرحلة ما قبل نصب وتفتقر إلى أي نوع من توقعات واقعية.
الرباط الباروكات سرعان ما تصبح واحدة من أكثر المناطق المرغوبة الباروكات بين مرتديها شعر مستعار. وهم من نمو الشعر من فروة الرأس هي السمة التي تجعل من هذا باروكة أفضل من أفضل عندما يتعلق الأمر ارتداء الشعر وهمية. وتتكون هذه الباروكات مع قاعدة المواد الدانتيل الفرنسي أو السويسري. وهي مصنوعة باعتباره الدانتيل الكامل أو الجزئي الدانتيل الجبهة مع الظهر تمتد لحمة. هو مخيط كل ضفيرة الشعر بشكل فردي إلى مادة الدانتيل التي تخلق مظهرا طبيعيا من الشعر في القاعدة. هذا هو المكان «ربط اليد» على المدى ينشأ.
نوع الشعر هو العامل المميز في الباروكات شعرة الإنسان. وتستخدم أربعة أنواع رئيسية من الشعر في التصنيع: الصينية أو «الماليزية»، الهندية، الإندونيسية أو «البرازيلي»، وقوقازي أو «الأوروبي». وتتكون غالبية الباروكات شعرة الإنسان الشعر الصيني أو الهندي، في حين يعتبر الشعر الأوروبي أغلى ونادرة، حيث أن معظم الجهات المانحة من روسيا أو شمال أوروبا، حيث يوجد جزء أصغر من المانحين الشعر إلى السوق.
يعتبر ريمي شعرة الإنسان أن تكون أفضل نوعية من الشعر البشري ليتم الاحتفاظ البشرة سليمة وليس تجريد بعيدا. يتم محاذاة البشرة الحفاظ أيضا على نحو أحادي الاتجاه، مما يقلل صراعا وحصيرة. [19] تم فصلها بعناية وبعد جمع من الجهات المانحة الشعر لضمان جميع البشرة هي من نفس الطول.